# PROA Comunicación
PROA Comunicación é uma consultora de comunicação espanhola dedicada à comunicação corporativa e à gestão da reputação. Foi fundada em 2009 e é a promotora do Observatório Proa de reflexão sobre a comunicação, um fórum que se realiza desde 2017.

## História da empresa
A empresa foi criada em 2009 por Lucía Casanueva. No início, especializou-se em comunicação empresarial, financeira e de crise. Foi refundada em 2015 com a entrada de Valvanuz Serna como sócio, expandindo-se para os sectores dos produtos de grande consumo e dos serviços profissionais.  Em 2020, adoptou uma nova imagem, website, slogan e logótipo.
Tem a sua sede em Madrid e delegações em Barcelona, Bilbau, Valência, Santander e Vigo. Em 2022, inaugurou a sua nova sede na rua Montalbán, apresentando um relatório sobre a comunicação em tempos de crise.  As suas alianças internacionais são com as empresas de consultoria Vae Solis Communications e Corpcom.
A empresa gere a comunicação da Cátedra Vargas-Llosa e da Fundação Internacional para a Liberdade (FIL), do sector dos seguros, da AIG, do Boston Consulting Group, da Lacoste, da Artá Capital, da Mercapital, da OHL e da Condé Nast, entre outros.

## Observatório Proa
Em 2015, o Observatório Proa foi criado como um fórum estável de debate com a participação de personalidades do mundo político, económico e cultural. Anteriormente, foram convidados vários políticos, seguindo o padrão de várias empresas de consultoria de gerar encontros entre empresários e políticos, como José Luis Martínez-Almeida (Partido Popular) ou Javier Ortega-Smith (Vox).
Participaram no Observatório Proa figuras públicas e representantes do sector empresarial como Cristóbal Montoro, Olga Cuenca, Jordi Sevilla, Ana Pastor, Carlos Espinosa de los Monteros e o general Félix Sanz Roldán, Manuel Sala, entre outros. 
De entre as reuniões realizadas pelo Observatório Proa, destaca-se a que teve lugar no Círculo Equestre de Barcelona, dedicada aos julgamentos paralelos ou à chamada "pena televisiva". Participaram no evento Juan Carlos Campo, magistrado do Supremo Tribunal de Justiça de Espanha e antigo Ministro da Justiça, o procurador do Supremo Tribunal de Justiça, Javier Zaragoza, e Pau Molins, defensor da Infanta Cristina.

## Produções
Reportagem "A nova comunicação e marketing empresarial em tempos de pós-pandemia, crise económica e guerra", realizada por José Antonio Zarzalejos, (19/11/22) 
Documentário "El click" sobre saúde mental. 